# Роман Висоцький (дипломат)
Роман Висоцький — український дипломат та державний діяч періоду гетьманства Івана Мазепи.

## Життєпис
Роман Висоцький походить з українського козацько-старшинського роду Гамаліїв. Про нього вперше згадується у листі Івана Мазепи до Василя Голіцина у квітні 1688 року. У ньому український гетьман повідомляє, що відправляє Романа Висоцького до міністра московитської царівни Софії Олексіївни і п'ять співаків з Чернігова та одного з Києва. 18 травня посланець повернувся назад до України. Гетьман доручим своєму дипломату подібну місію й влітку 1689 року. Крім того, Роман Висоцький виконував відповідальні дипломатичні місії й пізніше. Він возив до Москви гетьманське донесення від 28 березня 1690 року про двох спійманих польських паліїв-лазутчиків. При останній поїздці домовився про лікаря для гетьмана. У листі до царя гетьман зазначав, що він доручав Роману Висоцькому й інші господарські справи в Батурині. У 1696 році гетьманський дипломат супроводжував турка Абдремана у його поїздці з Москви до Батурина.
Остання згадка у джерелах про Романа Висоцького датується 1701 роком. За вірну службу він отримав у володіння село Ярошівку у Прилуцькому полку (ниншнє село Українське в Прилуцькому районі на Чернігівщині).